# Houston, we have a problem
Cet article court présente un sujet plus développé dans : Apollo 13.
Houston, we have a problem (« Houston, nous avons un problème ») est une citation populaire — bien qu'erronée — tirée des communications radio entre l'astronaute Jack Swigert et le centre de contrôle de mission de la NASA à Houston, lors de la découverte de l'explosion qui a paralysé le vaisseau au cours de la mission spatiale Apollo 13 en 1970.
Depuis son réemploi dans le film Apollo 13 (1995), cette phrase est devenue populaire, étant utilisée pour rendre compte de manière informelle de l'émergence d'un problème imprévu.

## Citation
Le journal de vol d'Apollo 13 liste les horodatages et les dialogues entre les astronautes (Jack Swigert et Jim Lovell) et le contrôle de mission (le Capsule Communicator (CAPCOM) Jack Lousma) :
« 055:55:19 Swigert: Okay, Houston ...
055:55:19 Lovell: ... Houston...
055:55:20 Swigert: ... we've had a problem here. [Pause.]
055:55:28 Lousma: This is Houston. Say again, please.
055:55:35 Lovell: [Garble.] Ah, Houston, we've had a problem. We've had a Main B Bus Undervolt. »
« 055:55:19 Swigert : Okay, Houston ...
055:55:19 Lovell : ... Houston...
055:55:20 Swigert : ... on a eu un problème ici. [Pause.]
055:55:28 Lousma : Ici Houston. Répétez, s'il vous plaît.

055:55:35 Lovell : [Brouillage.] Ah, Houston, on a eu un problème. Nous avons eu une sous-tension du bus principal B. »

Dans le chapitre 13 de Apollo Expeditions to the Moon (1975), Jim Lovell raconte l'événement : 
« Jack Swigert saw a warning light that accompanied the bang, and said, 'Houston, we've had a problem here.' I came on and told the ground that it was a main B bus undervolt. The time was 21:08 hours on April 13. »
— 

« Jack Swigert a vu un voyant d'avertissement qui accompagna la détonation, et dit « Houston, nous avons eu un problème ici. » Je suis venu et j'ai dit au sol que c'était une sous-tension du bus principal B. Il était 21 h 8 le 13 avril. »

## Dans la culture populaire
La citation est devenue particulièrement populaire après son utilisation par Tom Hanks dans le film Apollo 13 en 1995. 
Le scénariste du film William Broyles Jr. rapporte que la citation originale (avec we've had) n'était pas adaptée pour la tension narrative, car elle indiquait que le problème était passé.
La citation a cependant été utilisée antérieurement au film, dès 1974 dans un téléfilm de Universal Television intitulé Houston, We've Got a Problem, et dans une émission de radio de la NASA de 1983.